# قضيبيات الحميض
قضيبيات الحميض (الاسم العلمي: Oxalobacter) هي جنس من البكتيريا، سلبية الغرام، تتبع الجرثوميات حامضية.